# Füchtorfer Moor
Das Füchtorfer Moor ist ein 187 ha großes Naturschutzgebiet bei Füchtorf auf dem Gebiet der Stadt Sassenberg im Kreis Warendorf. Es besteht aus drei Teilflächen und trägt die Kennung WAF-007.

## Lage
Das Moorgebiet liegt im Ostmünsterland zwischen der Bever im Norden und der Hessel im Süden. Darum liegen die Ortschaften Füchtorf, Peckeloh, Sassenberg und Milte. Unweit des Moores befindet sich die Grenze nach Glandorf und damit die Landesgrenze zu Niedersachsen.

## Geschichte
Nach den Kartierungen von 1893 bis 1895 belief sich das Areal auf insgesamt 312 ha zusammenhängende Moorfläche. Das Füchtorfer Moor gehörte damit zu den größten Niederungsmooren Westfalens. Zahlreiche Funde aus der Bronzezeit und Hünengräber lassen auf eine frühe Besiedlung schließen. Im Jahre 1844 wurde ein Skelett eines Auerochsen dort gefunden, das heute im Geologisch-Paläontologischen Museum Münster ausgestellt wird. 1986 wurde ein weiteres Auerochsenskelett etwa 3,5 km von der ersten Fundstelle entfernt gefunden. In den 1960er- und 1970er-Jahren wurde durch Drainage und Flurbereinigung die Moorfläche stark verringert. Am 24. August 2007 wurde das Gebiet als Naturschutzgebiet ausgewiesen.